# Erotic Stories (série tv)
 (juin 2024).
La mise en forme du texte ne suit pas les recommandations de Wikipédia : il faut le « wikifier ».
Les points d'amélioration suivants sont les cas les plus fréquents. Le détail des points à revoir est peut-être précisé sur la page de discussion.
- Les titres sont pré-formatés par le logiciel. Ils ne sont ni en capitales, ni en gras.
- Le texte ne doit pas être écrit en capitales (les noms de famille non plus), ni en gras, ni en italique, ni en « petit »…
- Le gras n'est utilisé que pour surligner le titre de l'article dans l'introduction, une seule fois.
- L'italique est rarement utilisé : mots en langue étrangère, titres d'œuvres, noms de bateaux, etc.
- Les citations ne sont pas en italique mais en corps de texte normal. Elles sont entourées par des guillemets français : « et ».
- Les listes à puces sont à éviter, des paragraphes rédigés étant largement préférés. Les tableaux sont à réserver à la présentation de données structurées (résultats, etc.).
- Les appels de note de bas de page (petits chiffres en exposant, introduits par l'outil «  Source ») sont à placer entre la fin de phrase et le point final[comme ça].
- Les liens internes (vers d'autres articles de Wikipédia) sont à choisir avec parcimonie. Créez des liens vers des articles approfondissant le sujet. Les termes génériques sans rapport avec le sujet sont à éviter, ainsi que les répétitions de liens vers un même terme.
- Les liens externes sont à placer uniquement dans une section « Liens externes », à la fin de l'article. Ces liens sont à choisir avec parcimonie suivant les règles définies. Si un lien sert de source à l'article, son insertion dans le texte est à faire par les notes de bas de page.
- La présentation des références doit suivre les conventions bibliographiques. Il est recommandé d'utiliser les modèles {{Ouvrage}}, {{Chapitre}}, {{Article}}, {{Lien web}} et/ou {{Bibliographie}}. Le mode d'édition visuel peut mettre en forme automatiquement les références.
- Insérer une infobox (cadre d'informations à droite) n'est pas obligatoire pour parachever la mise en page.

Pour une aide détaillée, merci de consulter Aide:Wikification.
Si vous pensez que ces points ont été résolus, vous pouvez retirer ce bandeau et améliorer la mise en forme d'un autre article.
Erotic Stories est une série télévisée anthologique de SBS. Elle se compose de huit histoires d'une demi-heure, chacune écrite par un auteur différent.

## Synopsis
Erotic stories est une série d'anthologie audacieuse qui change la vision du sexe et de l'intimité d'aujourd'hui. Chaque épisode érotiquement chargé est mené par des personnages qui ne sont pas traditionnellement considérés comme des protagonistes sexuels. Qu'il s'agisse de personnes homosexuelles, transgenres, handicapées, matures ou de couleur, la série met en lumière diverses perspectives, sans porter de jugement et avec une soif éhontée de tout ce qui est érotique, même si ce n'est pas conventionnel. Elle raconte des histoires franches, mais édifiantes sur notre besoin de connexion physique et émotionnelle. Il nous met au défi de voir que l'intimité est à la fois personnelle et universelle.

## Épisodes
- Philia
  - met en vedette Catherine McClements et Bert LaBonté
- The Deluge
  - avec Danielle Cormack, Kate Box et Emily Havea
- Bound
  - avec Joel Lago et Tim Draxl
- Powerful Owl
  - avec Rarriwuy Hick, Googoorewon Knox et Callan Colley
- Walking Gambit
  - met en vedette Yuchen Wang et Dominic Ona-Ariki
- Imperfect Paw Paw
  - avec Mark Coles Smith, Zahra Newman et Alex Stamell
- Come As You Are
  - met en vedette Frances O'Connor et Alex Fitzalan
- Masc Up
  - avec Bernie Van Tiel et Karis Oka

## Réception
Debi Enker du Sydney Morning Herald lui attribue 4 étoiles sur 5, résumant : « Dans l'ensemble, cependant, Erotic Stories réalise ce que SBS a promis, avec un éventail de personnages dépeignant les types de désirs, de frustrations et de peurs qui sont partout ressentis ».
Giselle Au-Nhien Nguyen écrit dans The Guardian : « Erotic Stories est probablement un terme mal choisi – ces histoires encouragent davantage la réflexion que l'excitation » et a également suggérée que le « mélange de voix et de styles » a mieux fonctionné pour certaines que pour d'autres dans le temps imparti. Elle décerne 3 étoiles.

## Distinctions
- 13ème Prix AACTA
  - Meilleure série dramatique télévisée - Liam Heyen, Helen Bowden, Jason Stephens - nommés[4]
  - Meilleur acteur principal dans une série télévisée - Joel Lago - nommé[4]
  - Meilleure actrice principale dans un drame télévisé - Kate Box - nommée[4]
  - Meilleur acteur dans un second rôle dramatique - Liam Heyen, Helen Bowden, Jason Stephens - nommés[4]
  - Meilleure cinématographie de télévision - Tania Lambert - nommée[5]